# Hängpapegojor
Hängpapegojor (Loriculus) är ett släkte i familjen östpapegojor inom ordningen papegojfåglar, utbredda från Nya Guinea över hela den ostindiska övärlden till Främre Indien.
Hängpapegojor är utpräglade trädfåglar, som livnär sig på bär och frön. När de vilar hänger de liksom fladdermössen med huvudet nedåt.

## Arter i släktet
Släktet består av 15 arter:
- Blåstrupig hängpapegoja (Loriculus vernalis)
- Ceylonhängpapegoja (Loriculus beryllinus)
- Filippinhängpapegoja (Loriculus philippensis)
- Camiguinhängpapegoja (Loriculus camiguinensis)
- Suluhängpapegoja (Loriculus bonapartei)
- Blåkronad hängpapegoja (Loriculus galgulus)
- Brungumpad hängpapegoja (Loriculus stigmatus)
- Sulahängpapegoja (Loriculus sclateri)
- Halmaherahängpapegoja (Loriculus amabilis)
- Sangihehängpapegoja (Loriculus catamene)
- Orangepannad hängpapegoja (Loriculus aurantiifrons)
- Bismarckhängpapegoja (Loriculus tener)
- Mindre hängpapegoja (Loriculus exilis)
- Gulstrupig hängpapegoja (Loriculus pusillus)
- Gulstrupig hängpapegoja (Loriculus flosculus)